# Octaviano Maria da Rosa
Octaviano Maria da Rosa (Rio de Janeiro, 1801 – 29 de janeiro de 1842) foi um médico brasileiro.
Foi presidente da Academia Nacional de Medicina no 2º trimestre de 1831 e em 1833.